# Премийа
Премийа́ (фр. Prémilhat) — коммуна во Франции, находится в регионе Овернь. Департамент коммуны — Алье. Входит в состав кантона Западный Монлюсон. Округ коммуны — Монлюсон.
Код INSEE коммуны — 03211.

## Население
Население коммуны на 2008 год составляло 2241 человек.
| 1962 | 1968 | 1975 | 1982 | 1990 | 1999 | 2008 |
| ---- | ---- | ---- | ---- | ---- | ---- | ---- |
| 1009 | 1172 | 1741 | 2162 | 2051 | 1995 | 2241 |

## Экономика
В 2007 году среди 1346 человек в трудоспособном возрасте (15—64 лет) 876 были экономически активными, 470 — неактивными (показатель активности — 65,1 %, в 1999 году было 64,8 %). Из 876 активных работали 794 человека (416 мужчин и 378 женщин), безработных было 82 (46 мужчин и 36 женщин). Среди 470 неактивных 87 человек были учениками или студентами, 224 — пенсионерами, 159 были неактивными по другим причинам.

## Достопримечательности
- Церковь Сен-Пьер (XIX век)
- Замок Ма (XVI век)
- Пруд Со